# 1491
| [ Edytuj tabelę ]                          | |
| Król Polski                                | - 1447 Kazimierz IV Jagiellończyk 1492 |
| Współksiążęta Andory                       | - 1472 Pere de Cardona 1512 - 1483 Katarzyna z Nawarry 1512 - 1484 Jan III 1516                                                                                    |
| Król Anglii                                | - 1485 Henryk VII 1509 |
| Król Aragonii i Walencji, hrabia Barcelony | - 1479 Ferdynand Aragoński 1516 |
| Władca Azteków                             | - 1486 Ahuitzotl 1502 |
| Elektor Brandenburgii                      | - 1486 Jan Cicero 1499 |
| Książę Bawarii-Landshut                    | - 1479 Jerzy Bogaty 1503 |
| Książę Bawarii-Monachium                   | - 1460 Zygmunt 1501 - 1465 Albert IV Mądry 1503 |
| Sułtan Brunei                              | - 1473 Bolkiah 1521 |
| Cesarz Chin                                | - 1487 Hongzhi 1505 |
| Król Czech                                 | - 1490 Władysław II Jagiellończyk 1516 |
| Król Danii                                 | - 1481 Jan Oldenburg 1513 |
| Dalajlama                                  | - 1475 Gendun Gjaco 1541 |
| Władca Egiptu                              | - 1468 Ka'itbaj 1496 |
| Cesarz Etiopii                             | - 1478 Yskyndyr 1494 |
| Król Francji                               | - 1483 Karol VIII 1498 |
| Hrabia Holandii                            | - 1482 Maksymilian I Habsburg 1494 |
| Władca Inków                               | - 1471 Tupac Yupanqui 1493 |
| Lord Irlandii                              | - 1485 Henryk VII Tudor 1509 |
| Cesarz Japonii                             | - 1464 Go-Tsuchimikado 1500 |
| Kalif                                      | - 1479 Al-Mutawakkil II 1497 |
| Król Kastylii i Leónu                      | - 1474 Izabela I Katolicka 1504 |
| Patriarcha Konstantynopola                 | - 1489 Dionizy I 1491 - 1491 Maksym IV 1497 |
| Władca Korei                               | - 1469 Sŏngjong 1494 |
| Wielki książę litewski                     | - 1440 Kazimierz IV Jagiellończyk 1492 |
| Cesarz Majapahitu                          | - 1474 Girindrawardhana 1498 |
| Sułtan Maroka                              | - 1472 Muhammad asz-Szajch al-Mahdi 1505 |
| Książę Mediolanu                           | - 1476 Gian Galeazzo 1494 |
| Senior Monako                              | - 1458 Lambert Grimaldi 1494 |
| Wielki książę moskiewski                   | - 1462 Iwan III Srogi 1505 |
| Król Nawarry                               | - 1484 Katarzyna z Nawarry i Jan d’Albret 1516 |
| Król Norwegii                              | - 1483 Jan Oldenburg 1513 |
| Sułtan Omanu                               | - 1490 Umar asz-Szarif 1500 |
| Elektor Palatynatu                         | - 1476 Filip Wittelsbach 1508 |
| Papież                                     | - 1484 Innocenty VIII 1492 |
| Król Portugalii                            | - 1481 Jan II 1495 |
| Cesarz Rzymski (niemiecki)                 | - 1440 Fryderyk III Habsburg 1493 |
| Kapitanowie Regenci San Marino             | - 1490 Giovanni di Menghino Calcigni Marino Giangi 1491 - 1491 Antonio di Bianco Marino di Simone Muccioli 1491 - 1491 Menetto di Menetto Bonelli Matteo Tura 1492 |
| Elektor Saksonii                           | - 1486 Fryderyk I Mądry 1525 |
| Król Szkocji                               | - 1488 Jakub IV 1513 |
| Król Szwecji                               | - 1471 Sten Sture Starszy 1497 |
| Król Tajlandii                             | - 1488 Borommaracha Thirat III 1491 - 1491 Ramathibodi II 1529 |
| Sułtan Turków                              | - 1481 Bajazyd II 1512 |
| Doża Wenecji                               | - 1486 Agostin Barbarigo 1501 |
| Król Węgier                                | - 1490 Władysław II 1516 |
| Cesarz Wietnamu                            | - 1460 Lê Thánh Tông 1497 |
| Wielki mistrz zakonu krzyżackiego          | - 1489 Jan von Tieffen 1497 |

Rok 1491 / MCDXCI
stulecia: XIV wiek ~
XV wiek ~
XVI wiek

lata: 1481 «
1486 «
1487 «
1488 «
1489 «
1490 «
1491
» 1492
» 1493
» 1494
» 1495
» 1496
» 1501

## Wydarzenia w Polsce
- 25 stycznia – zwycięstwo wojsk polsko-rusińskich nad Tatarami w bitwie pod Zasławiem.
- 2 września-15 września – w Radomiu obradował sejm walny[1].
- Mikołaj Kopernik rozpoczął studia na Uniwersytecie Krakowskim.
- Na zebraniu doktorów i magistrów Uniwersytetu Krakowskiego uchwalono, że studenci mają mieszkać w bursach, a nie w kwaterach mieszczan.
- We wsi Prądnik Czerwony (aktualnie Dzielnicy III Prądnik Czerwony w Krakowie) wybudowano pierwszy młyn papierniczy na terenie Polski.

## Wydarzenia na świecie
- 3 maja – władca Konga Nzinga Nkuwu został ochrzczony przez Portugalczyków i przyjął imię Jan I.
- 25 listopada – rozpoczęło się oblężenie Grenady, ostatniej twierdzy Arabów w Hiszpanii.
- 6 grudnia – król Francji Karol VIII ożenił się z Anną Bretońską.

- Zawarto traktat w Longeais – koniec wojny o Bretanię, która została przyłączona do Francji.

## Urodzili się
- 28 czerwca – Henryk VIII, król Anglii, król Irlandii, z dynastii Tudorów (zm. 1547)
- 23 października – Ignacy Loyola, ksiądz. (zm. 1556)

## Zmarli
- 9 lipca – Joanna Scopelli, włoska karmelitanka, błogosławiona katolicka (ur. 1428)
- 11 października – Jakub z Ulm, niemiecki dominikanin, błogosławiony katolicki (ur. 1407)